# Conophorus anatolicus
Conophorus anatolicus är en tvåvingeart som beskrevs av Zaitzev 1981. Conophorus anatolicus ingår i släktet Conophorus och familjen svävflugor.
Artens utbredningsområde är Turkiet. Inga underarter finns listade i Catalogue of Life.